# Crassula badspoortensis
Crassula badspoortensis (van Jaarsv., 2001) è una pianta succulenta appartenente alla famiglia delle Crassulaceae, endemica delle Province del Capo, in Sudafrica.
L'epiteto specifico badspoortensis deriva dal nome della località di Badspoort, dove nel 2001 è stata scoperta questa specie.

## Descrizione
C. badspoortensis è una pianta perenne a portamento arbustivo, con ciascun cespo formato da 3-8 steli in grado di raggiungere i 10 centimetri d'altezza e di circa 3–4 mm in diametro. Questi hanno sono in genere penduli e presentano degli internodi ogni 6–10 mm.
Le foglie sono sessili, di forma ovata e misurano circa 20–35 mm sia in lunghezza che in larghezza. Hanno entrambe la pagine leggermente convesse e ripiegate verso il basso, fuse tra loro alla base. Sono di un colore da glauco, essendo ricoperte di un fine strato di cera, a verde-biancastro, hanno margini interi ed estremità subacute.
Le ampie infiorescenze a tirso, che si sviluppano durante il periodo estivo-autunnale, arrivano a misurare 6 cm in diametro e sono unite alla pianta grazie ad un peduncolo lungo circa 4 cm. Sulle infiorescenze, fittamente ramificate in svariate dicasia, si sviluppano numerosi fiori pentameri dalla forma stellata. Il calice è formato da 5 sepali di forma triangolare, lunghi circa 1,3 mm e larghi 0,8 mm, dalle punte acute. La corolla è composta di 5 petali di colore bianco, lunghi 3,5 mm e larghi 1 mm, dalla forma lanceolata e dalle estremità ricurve, presentando infine punte da ottuse a subacute. Le antere sono di colore marrone.

## Distribuzione e habitat
C. badspoortensis è una specie endemica di una ristretta ed impervia area nella Provincia del Capo Occidentale, nei pressi della cittadina di Calitzdorp, e non è ancora stata individuata in aree differenti da quella del primo ritrovamento, ad opera di Ernst van Jaarsveld, che ha permesso di classificarla.
Nello specifico la sua ridotta EOO (Extent Of Occurance) di circa 10 km2 comprende alcune scarpate di roccia quarzitica dell'ecoregione nota come macchia di Albany, dove assume un comportamento pensile. Nonostante il suo limitato areale non è soggetta a particolari minacce data l'inaccessibilità dell'area per il bestiame delle vicine fattorie, pertanto viene considerata come una specie a rischio minimo.